# چرخ‌ریسوک‌ها
چرخ‌ریسوک‌ها (نام علمی: Baeolophus)، یک سرده از پرندگان از خانواده چرخ‌ریسکان است که معمولاً به آن چرخ‌ریسک می‌گویند. اعضای آن به عنوان چرخ‌ریسوک (titmouses یا titmice) شناخته می‌شوند. همه گونه‌ها بومی آمریکای شمالی هستند. در گذشته، اکثر مراجع Baeolophus را به عنوان یک زیرسرده در سردهٔ چرخ‌ریسک (سرده) حفظ می‌کردند، اما روشی که به عنوان یک سردهٔ متمایز، که توسط انجمن پرنده‌شناسی آمریکا آغاز شد، اکنون به‌طور گسترده پذیرفته شده‌است.

## ریشه‌شناسی
نام سردهٔ Baeolophus به کاکل‌کوچک ترجمه می‌شود و ترکیبی از واژهٔ یونان باستان baiós به معنی کوچک و lόphοs به معنی تاج است.

## گونه‌ها
این سرده دارای پنج گونه زیر است:
| تصویر | نام علمی                 | نام رایج             | پراکندگی                                       |
| ----- | ------------------------ | -------------------- | ---------------------------------------------- |
|       | Baeolophus wollweberi    | تاق موش افسار گسیخته | آریزونا و نیومکزیکو تا جنوب مکزیک              |
|       | Baeolophus inornatus     | چرخ‌ریسوک بلوط        | سواحل اقیانوس آرام از باخا کالیفرنیا تا اورگان |
|       | Baeolophus ridgwayi      | چرخ‌ریسوک ارس‌زار      | حوضه بزرگ و مناطق مجاور                        |
|       | Baeolophus bicolor       | چرخ‌ریسوک کاکل‌دار     | نیمه شرقی ایالات متحده و جنوب شرقی کانادا      |
|       | Baeolophus atricristatus | چرخ‌ریسوک کاکل‌سیاه    | اوکلاهاما و تگزاس تا مکزیک شرقی مرکزی          |